# Valea Plopilor, Giurgiu
Valea Plopilor (în trecut, Bălăria) este un sat în comuna Ghimpați din județul Giurgiu, Muntenia, România.

Monumentul Eroilor din localitatea Valea Plopilor (fostă Bălăria), comuna Ghimpați, județul Giurgiu, a fost ridicat «în memoria celor 1813 eroi români cunoscuți și necunoscuți căzuți pe aceste locuri în războiul pentru reîntregirea neamului, 1916-1919». Lupta de Bălăria este parte din ceea ce avea să se numească «Bătălia pentru București» din toamna anului 1916.

Cimitirul de onoare din fostul sat Bălăria a fost înființat, în anul 1918, de către armata germană, pentru înhumarea militarilor morți în luptele din „Bătălia pentru București” (30 noiembrie - 3 decembrie 1916). Ulterior, până în anul 1933, au fost centralizate în această necropolă osemintele a peste 1.900 de eroi români, germani, austrieci, unguri, bulgari și turci. În anul 1942, cimitirul a fost mutat pe actualul amplasament din comuna Ghimpați, sat Valea Plopilor (jud. Giurgiu), în stânga șoselei București-Alexandria Astfel, osemintele eroilor români au fost reînhumate în noul cimitir. Pentru eroii identificați au fost amenajate morminte individuale, iar osemintele a peste 1.750 de eroi neidentificați au fost depuse în osuarul necropolei, situat în fața monumentului central.